# Xylopia elliotii
Xylopia elliotii este o specie de plante angiosperme din genul Xylopia, familia Annonaceae, descrisă de Adolf Engler și Friedrich Ludwig Diels. A fost clasificată de IUCN ca specie vulnerabilă. Conform Catalogue of Life specia Xylopia elliotii nu are subspecii cunoscute.